# Залужье (Столбцовский район)
Залу́жье (бел. Залужжа) — деревня в Столбцовском районе Минской области Беларуси, в составе Старосверженского сельсовета. До 2011 года была центром Залужского сельсовета. Население 374 человека (2009).

## География
Залужье находится в 10 км к юго-западу от Столбцов близ границы с Гродненской областью. Рядом с деревней проходит ж/д магистраль Минск — Брест, в 5 км от Залужья имеется платформа Синяво. С севера к Залужью примыкает деревня Козейки. Рядом с деревней находится перекрёсток главной автомагистрали страны М1 и шоссе Столбцы — Мир. Местность принадлежит бассейну Немана, у деревни начинается небольшая речка Залужанка, впадающая в Неман чуть ниже Столбцов.

## Утраченные достопримечательности
- Деревянная церковь св. Георгия XVIII века постройки утрачена во второй половине XX века. Сохранилась ограда из бутового камня[1]. В 1985 году на месте, где стояла церковь установлен памятник жертвам Великой Отечественной войны[2].

## Известные уроженцы
- Лев (Церпицкий) (род. 1946) — митрополит Новгородский и Старорусский.